# Relatywizm socjologiczny

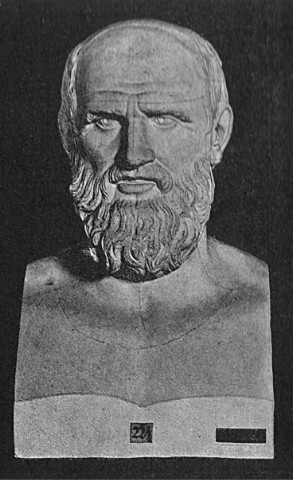
Przykładem istnienia relatywizmu socjologicznego jest wyróżnianie etyki lekarskiej. Na zdjęcie popiersie Hipokratesa

Relatywizm socjologiczny – w etyce względność pojęć moralnych w zależności od społeczności, grupy społecznej, do której odnosi się ocena moralna.
Istnieją normy moralne obecne w większości istniejących systemów moralnych, zwane elementarnymi normami moralnymi. Jednakże oprócz nich są jeszcze inne normy moralne, obowiązujące tylko w niektórych grupach społecznych. Brzeziński nazywa je "nadliczbowymi". Zauważa, że można podać normy moralne obejmujące jedynie arystokrację. Arystokrata musiał przestrzegać ich bezwarunkowo. Przestrzegania ich nie wymagano już od przedstawicieli niższych warstw społecznych, choć zachowania zgodne z nimi były pożądane. W odróżnieniu od relarywizmu historycznego, w tym przypadku różne grupy społeczne wyznające różne normy moralne żyją ze sobą w tym samym czasie. Pojęcie relatywizmu socjologicznego stosuje się i do czasów dzisiejszych, gdy mówi się o normach rozmaitych grup, np. zawodowych. Przykład stanowić tu może etyka lekarska, wynikająca ze specyfiki tego zawodu.